# Medophron
Medophron is een geslacht van insecten uit de orde vliesvleugeligen (Hymenoptera) en de familie Ichneumonidae.

## Soorten
Deze lijst van 24 stuks is mogelijk niet compleet.
- M. abruptus Townes, 1983
- M. afflictor (Gravenhorst, 1829)
- M. armatulus (Thomson, 1888)
- M. brooksi (Brooks, 1918)
- M. caudatulus (Dalla Torre, 1901)
- M. caudatus (Provancher, 1875)
- M. crassicornis (Gravenhorst, 1829)
- M. dytiscivorus Mason, 1968
- M. femoratus Townes, 1983
- M. fuscipilis Townes, 1983
- M. latus Townes, 1983
- M. leiopleurum Townes, 1983
- M. longicauda Horstmann & Yu, 1999
- M. minax Townes, 1983
- M. mixtus (Bridgman, 1883)
- M. nigerrimus (Hedwig, 1932)
- M. nigriceps (Thomson, 1883)
- M. nitidus (Horstmann, 1976)
- M. recurvus (Thomson, 1884)
- M. rogatus Townes, 1983
- M. rufilabris Townes, 1983
- M. scabrosus Townes, 1983
- M. schlingeri Townes, 1983
- M. setosus (Hellen, 1967)